# Анамидзу

Анамидзу (яп. 穴水町 Анамидзу-мати) — посёлок в Японии, находящийся в уезде Хосу префектуры Исикава. Площадь посёлка составляет 183,24 км², население — 8850 человек (1 июля 2014), плотность населения — 48,30 чел./км².

## Географическое положение
Посёлок расположен на острове Хонсю в префектуре Исикава региона Тюбу. С ним граничат города Нанао, Вадзима и посёлки Сика, Ното.

## Население
Население посёлка составляет 8850 человек (1 июля 2014), а плотность — 48,30 чел./км². Изменение численности населения с 1980 по 2005 годы:
| 1980 | 14 044 чел. |  |
| 1985 | 13 565 чел. |  |
| 1990 | 12 831 чел. |  |
| 1995 | 12 053 чел. |  |
| 2000 | 11 267 чел. |  |
| 2005 | 10 549 чел. |  |

## Символика
Деревом посёлка считается туевик долотовидный, цветком — Lilium japonicum, птицей — Phasianus versicolor.